# Campeonato Paranaense 2012
In 2012 werd het 98ste Campeonato Paranaense gespeeld voor voetbalclubs uit de Braziliaanse staat Paraná. De competitie werd gespeeld van 22 januari tot 13 mei  en werd georganiseerd door de Federação Paranaense de Futebol. Coritiba werd kampioen. 
Er werd ook een Campeonato do Interior gespeeld, waaraan de best geklasseerde clubs deelnamen die niet uit de stad Curitiba afkomstig kwamen, dit werd gewonnen door Arapongas. 

## Eerste toernooi
| Plaats | Club                   | Wed. | W | G | V | Saldo | Ptn. |
| ------ | ---------------------- | ---- | - | - | - | ----- | ---- |
| 1.     | Atlético Paranaense    | 11   | 8 | 2 | 1 | 26:5  | 26   |
| 2.     | Coritiba               | 11   | 7 | 4 | 0 | 28:7  | 25   |
| 3.     | Cianorte               | 11   | 7 | 4 | 0 | 25:8  | 25   |
| 4.     | Arapongas              | 11   | 6 | 2 | 3 | 18:14 | 20   |
| 5.     | Toledo                 | 11   | 5 | 2 | 4 | 15:13 | 17   |
| 6.     | Rio Branco             | 11   | 4 | 1 | 6 | 15:25 | 13   |
| 7.     | Londrina               | 11   | 3 | 4 | 4 | 12:12 | 13   |
| 8.     | Corinthians Paranaense | 11   | 3 | 3 | 5 | 12:17 | 12   |
| 9.     | Roma                   | 11   | 2 | 5 | 4 | 11:20 | 11   |
| 10.    | Operário Ferroviário   | 11   | 2 | 3 | 6 | 14:21 | 9    |
| 11.    | Paranavaí              | 11   | 1 | 2 | 8 | 8:24  | 5    |
| 12.    | Iraty                  | 11   | 0 | 4 | 7 | 8:26  | 4    |

|  | Geplaatst voor finale |

## Tweede toernooi
| Plaats | Club                   | Wed. | W | G | V | Saldo | Ptn. |
| ------ | ---------------------- | ---- | - | - | - | ----- | ---- |
| 1.     | Coritiba               | 11   | 9 | 1 | 1 | 26:12 | 28   |
| 2.     | Atlético Paranaense    | 11   | 7 | 2 | 2 | 26:10 | 23   |
| 3.     | Operário Ferroviário   | 11   | 6 | 3 | 2 | 19:13 | 21   |
| 4.     | Arapongas              | 11   | 6 | 0 | 5 | 14:15 | 18   |
| 5.     | Londrina               | 11   | 5 | 2 | 4 | 17:6  | 17   |
| 6.     | Paranavaí              | 11   | 4 | 3 | 4 | 12:16 | 15   |
| 7.     | Rio Branco             | 11   | 4 | 2 | 5 | 16:20 | 14   |
| 8.     | Cianorte               | 11   | 3 | 4 | 4 | 6:11  | 13   |
| 9.     | Toledo                 | 11   | 3 | 3 | 5 | 11:12 | 12   |
| 10.    | Corinthians Paranaense | 11   | 2 | 5 | 4 | 12:15 | 11   |
| 11.    | Iraty                  | 11   | 1 | 2 | 8 | 10:30 | 5    |
| 12.    | Roma                   | 11   | 0 | 5 | 6 | 9:18  | 5    |

|  | Geplaatst voor finale |

## Campeonato do Interior
|            |                              |       |           |                                                   |
| 3 mei Heen | Cianorte                     | 2 – 0 | Arapongas | Estádio Albino Turbay, Cianorte Toeschouwers: 242 |
| 3 mei Heen | Netinho 14' Felipe Pinto 48' |       |           | Estádio Albino Turbay, Cianorte Toeschouwers: 242 |

|             |                                                                                            |       |                                                                                  |                                                     |
| 6 mei Terug | Arapongas                                                                                  | 1 – 0 | Cianorte                                                                         | Estádio dos Pássaros, Arapongas Toeschouwers: 3.227 |
| 6 mei Terug | Tiago Adan 46'                                                                             |       |                                                                                  | Estádio dos Pássaros, Arapongas Toeschouwers: 3.227 |
| 6 mei Terug | Strafschoppen                                                                              |       |                                                                                  | Estádio dos Pássaros, Arapongas Toeschouwers: 3.227 |
| 6 mei Terug | Tiago Adan Léo Itaperuna Edu Amparo Edmílson Edinho Bruno Matavelli Douglas Maicon Fabinho | 8 - 7 | Pablo Paulinho Felipe Pinto Vinícius Netinho Cleiton Valdir Alexandre Luz Ligger | Estádio dos Pássaros, Arapongas Toeschouwers: 3.227 |

## Finale
|            |                                      |       |                                         |                                                     |
| 6 mei Heen | Atlético                             | 2 – 2 | Coritiba                                | Estádio Vila Capanema, Curitiba Toeschouwers: 8.460 |
| 6 mei Heen | Bruno Mineiro 24' Martín Ligüera 54' |       | 19' Everton Ribeiro 80' Anderson Aquino | Estádio Vila Capanema, Curitiba Toeschouwers: 8.460 |

|              |                                                           |       |                                                  |                                              |
| 13 mei Terug | Coritiba                                                  | 0 – 0 | Atlético                                         | Couto Pereira, Curitiba Toeschouwers: 23.605 |
| 13 mei Terug |                                                           |       |                                                  | Couto Pereira, Curitiba Toeschouwers: 23.605 |
| 13 mei Terug | Strafschoppen                                             |       |                                                  | Couto Pereira, Curitiba Toeschouwers: 23.605 |
| 13 mei Terug | Lincoln Roberto Júnior Urso Éverton Costa Everton Ribeiro | 5 - 4 | Alan Bahia Deivid Zezinho Guerrón Martín Ligüera | Couto Pereira, Curitiba Toeschouwers: 23.605 |

### Kampioen
| Campeonato Paranaense de 2012 |
| Paraná                        |
| ----------------------------- |
| CORITBA Kampioen (36° titel)  |